# 馬西永鎮區 (愛荷華州錫達縣)
馬西永鎮區（英語：Massillon Township）是位於美國愛荷華州錫達縣的一個行政鎮區。

## 地方資料
根據2010年美國人口普查的數據，馬西永鎮區的面積為90.85平方千米，當中陸地面積為90.85平方千米，而水域面積為0.00平方千米。當地共有人口330人，而人口密度為每平方千米3.63人。